# والندر جوان
والندر جوان (انگلیسی: Young Wallander) نام یک سری تله فیلم درام است که براساس  نوشته‌های هنینگ مانکل در مورد کارآگاه خیالی کورت والاندر است. این سریال در ۳ سپتامبر ۲۰۲۰ از نتفلیکس پخش شد و آدام پالسون نقش کورت والندر را بازی کرد.